# Hermanitas de la Asunción
La Congregación de las Hermanitas de la Asunción (oficialmente en francés: Congregation des Petites Sœurs de l'Assomption) es una congregación religiosa católica femenina, de vida apostólica y de derecho pontificio, fundada en 1865 por los religiosos franceses Étienne Pernet y Antoinette Fage, en París. A las religiosas de este instituto se les conoce como hermanitas de la Asunción y posponen a sus nombres las siglas P.S.A.

## Historia

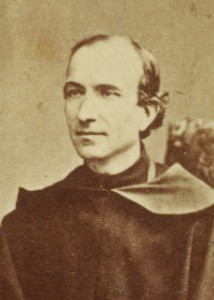
Étienne Pernet (1824-1899), fundador de la congregación, es considerado venerable en la Iglesia católica.

La congregación fue fundada el 17 de julio de 1865, en París (Francia), por el sacerdote Étienne Pernet, de los agustinos de la Asunción, con la ayuda de la religiosa Antoinette Fage, para la evangelización de la clase obrera y a la atención de los enfermos a domicilio. El 8 de diciembre de 1872 las primeras aspirantes vistieron el hábito religioso y profesaron sus primeros votos el 3 de julio de 1875.
El instituto recibió la aprobación como congregación religiosa de derecho diocesano en 17 de julio de 1865, de parte de Georges Darboy, arzobispo de París. El instituto fue elevado a congregación religiosa de derecho pontificio, mediante decretum laudis del papa León XIII, del 2 de abril de 1897.
Entre las miembros del instituto destacan la cofundadora Antoinette Fage, quien además fue la primera superiora general de la congregación; la religiosa Paul-Hélène Saint-Raymond, quien murió mártir en Argel y es venerada como beata en la Iglesia católica; y la religiosa, también francesa, Jeanne de Balanda, reconocida por haber sido fundadora de conventos en Argentina y Uruguay y refundadora del convento de Barcelona. Cabe resaltar que el fundador, Étienne Pernet, fue declarado venerable por el papa Juan Pablo II.
De las Hermanitas de la Asunción, en 1993, nació un nuevo instituto, a partir de la independencia de varias casas italianas, bajo la cabeza del convento de Milán. Este instituto fue aprobado por el papa Juan Pablo II con el nombre de Hermanas de la Caridad de la Asunción.

## Organización
La Congregación de las Hermanitas de la Asunción es un instituto religioso de derecho pontificio y centralizado, cuyo gobierno es ejercido por una superiora general, es miembro de la Familia asuncionista y su sede central se encuentra en París.
Las hermanitas de la Asunción se dedican a diversas actividades apostólicas, especialmente a la atención de pobres y al cuidado de los enfermos. En 2017, el instituto contaba con 659 religiosas y 97 comunidades, presentes en Argentina, Bélgica, Bolivia, Brasil, Canadá, Colombia, Egipto, El Salvador, España, Estados Unidos, Filipinas, Francia, Irlanda, Italia, Madagascar, Marruecos, Nueva Zelanda, Perú, Portugal, Reino Unido, República Democrática del Congo, Sudáfrica, Túnez y Uruguay.